# Katharine Way
Katharine "Kay" Way (Sewickley, 20 de febrer de 1902 – Chapel Hill), 9 de desembre de 1995) fou una física americana coneguda per la seva feina en el Nuclear Data Project. Durant la Segona Guerra Mundial, va treballar pel Projecte de Manhattan al Laboratori Metal·lúrgic de Chicago. Va ser professora adjunta a la Universitat de Duc el 1968.

## Primers anys i educació
Katharine Way va néixer a Sewickley, Pennsylvania, una dels fills de William Addisson Way, un advocat i la seva dona, Louise Jones. Tenia un germà gran i una germana menor. Originalment nomenada Catalina, més tard va canviar l'ortografia a Katharine. Els seus amics i col·legues la coneixien generalment com Kay. La seva mare va morir quan tenia dotze anys, i el seu pare es va casar amb una especialista otorrinolaringologia, que va proporcionar a Kay un model de dona amb carrera professional.
Way es va educar a l'internat Miss Hartridge a Plainfield, Nova Jersey i al Rosemary Hall a Greenwich, Connecticut. El 1920 va entrar al Vassar College, però es va veure obligada a abandonar-lo després de dos anys després d'emmalaltir amb sospita de tuberculosi. Després de la convalescència al Saranac Lake, Nova York, va assistir al Barnard College durant un parell de semestres el 1924 i el 1925.
De 1929 a 1934 va estudiar a la Universitat de Colúmbia, on Edward Kasner es va interessar per les matemàtiques i va ser coautor del primer treball acadèmic publicat per Way. Es va graduar el 1932. Després, va anar a la Universitat de Carolina del Nord, on John Wheeler li va estimular l'interès per la física nuclear i es va convertir en la seva primera estudiant de doctorat. Atès que els treballs van ser difícils de presentar durant la Gran Depressió, es va quedar com a estudiant de postgrau després de completar els requisits del seu doctorat.
El 1938, es va convertir en becaria d'investigació al Bryn Mawr College, que li va permetre rebre el seu doctorat per la seva tesi sobre física nuclear, "Secció transversal fotoelèctrica del deuteró". Posteriorment, va ocupar una plaça com a docent a la Universitat de Tennessee el 1939, convertint-se en professora titular el 1941.
En una conferència a Nova York el 1938, Way va presentar un document, "Nuclear Quadrupole and Magnetic Moments", en el qual va examinar la deformació d'un nucli atòmic sota tres models, inclòs el model de gota líquida de Niels Bohr. Ella va seguir amb un examen més detallat del model de gota líquida en un document titulat "The Liquid-Drop Model and Nuclear Moments", en el qual va demostrar que el nucli en forma de cigarro resultant podria ser inestable. Wheeler més tard va recordar que:
| «                        | Un dia [Katherine Way] va entrar i va exposar una dificultat. Les equacions no tenien solució en el cas d'un nucli suficientment carregat que girés a una velocitat angular prou gran. Era clar que, en aquest cas, això tenia a veure amb una mena d'inestabilitat. Va caldre només el descobriment d'Hahn i Strasmann de 1939 per reconèixer la naturalesa de la inestabilitat: la fissió nuclear. Per què no vam aprofundir en l'anàlisi dels termes d'ordre superior en l'energia de deformació i predir la fissió abans del seu descobriment? No va ser cap dificultat en matemàtiques. Va ser una dificultat en el model. No va donar les magnituds correctes i les tendències adequades per als moments magnètics nuclears. | » |
| — John Archibald Wheeler | |   |

## Projecte de Manhattan
El 1942, Wheeler va reclutar Way per treballar al Projecte Manhattan al Laboratori Metallúrgic de Chicago. Treballant amb el físic Alvin Weinberg, Way va analitzar les dades de flux de neutrons dels dissenys de reactors nuclears d'Enrico Fermi per veure si seria possible crear una reacció en cadena nuclear autosuficient. Aquests càlculs es van utilitzar en la construcció de Chicago Pile-1. Posteriorment, va examinar el problema de l'intoxicació nuclear dels reactors per determinats productes de fissió. Amb el físic Eugene Wigner va desenvolupar l'aproximació Way-Wigner per a la descomposició del producte de la fisión.
Way també va visitar Hanford Site i el Laboratori Nacional de Los Alamos. A mitjans de 1945 es va traslladar a Oak Ridge, Tennessee, on va continuar la seva investigació sobre el decaiment nuclear. Tot i això, va començar a especialitzar-se en la recollida i organització de dades nuclears.
Amb Dexter Masters, el 1946 va editar a The New York Times el best seller "One world or none : a report to the public on the full meaning of the atomic bomb". El llibre va incloure assajos de Niels Bohr, Albert Einstein i Robert Oppenheimer, i en va vendre més de 100.000 còpies.

## Vida posterior
Way es va traslladar a Washington DC el 1949, on va treballar per l'Institut Nacional d'Estàndards i Tecnologia. Quatre anys més tard, va persuadir al Consell Nacional d'Investigació de l'Acadèmia Nacional de Ciències per establir el Projecte de Dades Nuclears (NDP), una organització amb especial responsabilitat per recollir i difondre dades nuclears sota el seu lideratge. El NDP es va traslladar al Laboratori Nacional de Oak Ridge el 1964, però Way es va mantenir al cap fins 1968. A partir de 1964, el NDP va publicar una revista, Nuclear Data Sheets, per difondre la informació que el NDP havia reunit, que es van reunir l'any següent amb una segona publicació, Atomic Data and Nuclear Data Tables. També va convèncer els editors de Nuclear Physics per afegir paraules clau als encapçalaments dels articles per facilitar referències creuades.
Way va abandonar el NDP el 1968 i es va convertir en professora adjunta a la Universitat de Duke de Durham, Carolina del Nord, tot i que va continuar com a editora de Nuclear Data Sheets fins a 1973 i Atomic Data and Nuclear Data Tables fins a 1982. Més endavant es va interessar pel problemes de salut de la gent gran, i va pressionar per millorar-ne l'atenció sanitària.
Way, que mai es va casar, va morir a Chapel Hill, Carolina del Nord, el 9 de desembre de 1995.